# Krzysztof Dowgird
Krzysztof Dowgird – fikcyjna postać filmowa, główny bohater popularnego polskiego serialu spod znaku „płaszcza i szpady” – Czarne chmury.

## Biogram
Krzysztof Dowgird jest polskim szlachcicem, początkowo w służbie elektora Prus Książęcych Fryderyka Wilhelma, który przechodzi na stronę Rzeczypospolitej.

## W telewizji
W serialu Czarne chmury w postać pułkownika Dowgirda wcielił się Leonard Pietraszak (początkowo tę rolę powierzono Stanisławowi Jasiukiewiczowi, jednak jego udział w produkcji uniemożliwiła choroba aktora).

## Analiza
Historia Dowgrida nawiązuje do historycznej postaci Krystiana Kalksteina. Jest on „rzecznikiem polskiej racji stanu”. Według Edwarda Gigilewicza Dowgird „w świadomości wielu Polaków” uchodzi „za symbol propolskich dążeń w Prusach Wschodnich”.